# Georg Wagsfort

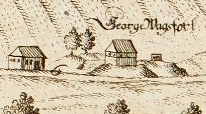
George Wagsfort, Ansicht von 1723

Blick zum Huthaus Georg Wagsfort, 1867

Blick zum Huthaus Georg Wagsfort, um 1900

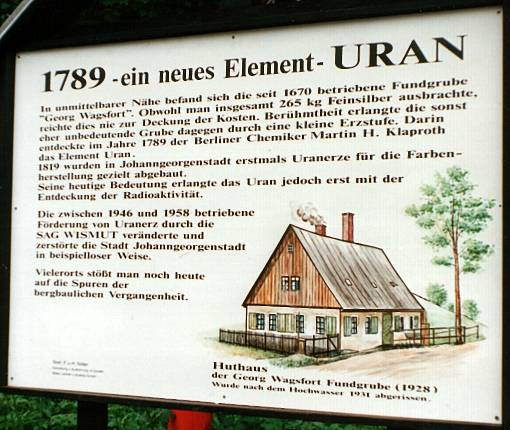
Erläuterungstafel am Standort der Fundgrube mit Ansicht des Huthauses vom Richardstolln von 1928

Georg(e) Wagsfort waren ein Stolln und eine Fundgrube in Wittigsthal bei Johanngeorgenstadt im Erzgebirge. Der Berliner Chemiker Martin Heinrich Klaproth entdeckte 1789 in einer Pechblende enthaltenden Erzstufe aus den Auffahrungen dieses Bergwerkes das neue Element Uran.

## Geschichte
Die Fundgrube sowie die 1., 2., 3. und 4. obere Maaß wurden im 4. Quartal 1670 gemutet und verliehen. Hans Georg (Görg) Schlögel hatte die Mutung unter dem Namen „George wachs forth Fundgrube“ im Bergamtslehnbuch eintragen lassen. Das Bergwerk befindet sich unweit der Hammerwerkssiedlung Wittigsthal, die seit 1935 ein Ortsteil von Johanngeorgenstadt ist. Im 2. Quartal 1680 wurde sie mit 72 Mark 7 Lot 1 Quent Silber (16,9 kg) fündig. Der Betrieb der Fundgrube amortisierte sich zu keiner Zeit, obwohl man bis 1716 insgesamt 220 kg Feinsilber förderte. Der bei 688,50 m NN angesetzte Georg(e) Wagsfort Stolln entwässerte das Grubenfeld.
Nach der Entdeckung des Urans wurden in Johanngeorgenstadt und Umgebung ab 1819 erstmals Uranerze gezielt abgebaut, um sie für die Farbenherstellung zu nutzen. Im Jahr 1783 wurde die Fundgrube mit der Neujahr-Fundgrube und 1828 mit der Frisch-Glück-Fundgrube zusammengeschlossen. Im Jahr 1838 ging dieses Grubenfeld trotz negativer Einschätzungen der Erzvorräte in der Gewerkschaft Vereinigt Feld im Fastenberge auf.
1865 wurde außerdem hier das Mineral Fritzscheit entdeckt.
Heute erinnert eine Erläuterungstafel an den früheren Standort der Fundgrube und des Huthauses, das bis 1935 der Gemeinde Wittigsthal gehörte. Südlich davon befindet sich der Richard Stolln.